# Sherbrooke (Ilha do Príncipe Eduardo)
Sherbrooke é um município rural canadense localizado no Condado de Prince, na Ilha do Príncipe Eduardo. A população no censo de 2016 era de 159 pessoas.